# Petricola hertzana
Petricola hertzana är en musselart som beskrevs av Eugene V. Coan 1997. Petricola hertzana ingår i släktet Petricola och familjen Petricolidae. Inga underarter finns listade i Catalogue of Life.